# Jamen se nu Færøerne
Jamen se nu Færøerne er en færøsk dokumentarfilm fra 1975 instrueret af Roland Thomsen, Jens Pauli Heinesen, Eydun Johannesen og Ebbe Preisler.

## Handling
Filmen er lavet for at vise, at Færøerne er andet end græs på taget, får og færødans, men et samfund i rivende udvikling, som skal føre øerne væk fra den gamle, meget ensidige erhvervsstruktur hen imod det mere nuancerede, industrialiserede samfund. Filmens andet hovedmotiv er forholdet til Danmark: ønsket om selvstyre er ikke et ønske om isolation.